# Roland Dorgelès
Roland Dorgelès, pseudonimo di Roland Lécavelé (Amiens, 15 giugno 1885 – Parigi, 18 marzo 1973), è stato uno scrittore e giornalista francese.

## Biografia
Allievo dell'École des Arts Décoratifs, Dorgelès frequentò sin da giovanissimo gli ambienti bohèmes e scapigliati di Montmartre, dove strinse le sue prime amicizie, tra gli altri con Max Jacob e Pablo Picasso.
Esordì nel giornalismo lavorando come corrispondente del Journal e successivamente collaborò a Fantasio, Comœdia e L'Homme Libre, quest'ultimo diretto da Georges Clemenceau.
Durante la prima guerra mondiale si arruolò nella fanteria e ottenne due citazioni al merito; trasferitosi all'aviazione e gravemente ferito, durante la convalescenza lavorò a due libri di guerra.
Il suo primo libro dedicato alla guerra risultò La machine à finir la guerre (1917), seguito nel 1919 da Le cabaret de la belle femme, e dal secondo libro inerente al conflitto, intitolato Les croix de bois, che venne dato alle stampe nel 1919, riscosse un grande successo e consenso e vinse il premio Femina, dopo aver ottenuto al Gouncourt 4 voti contro i 6 dati a Marcel Proust.
Il libro evidenziò notevoli qualità di misura e di stile che lo fanno considerare tra i più apprezzabili libri della letteratura della prima guerra mondiale.
Dorgelès partecipò alla raccolta intitolata Les veillées du "Lapin-Agile" (1920), ma l'anno seguente con il volume Saint Magloire l'Africain il suo stile tese all'indagine giornalistica.
Dopo aver effettuato un viaggio nell'Indocina francese ricevette l'ispirazione per due libri intitolati Sur la route mandarine (1925), racconti di viaggio, nelle quali l'autore scopre e diffonde la notizia dell'avvento d'un nuovo esotismo, e Partir... (1926), romanzo che sfrutta il materiale esotico delle note giornalistiche e sostiene che il fatto piacevole consiste nella partenza e non nell'arrivo.
Nei libri seguenti continuò il binomio tra il suo realismo e il suo esotismo, in opere che lo inseriscono, tra gli esponenti più significativi della letteratura francese contemporanea.
Dal 1939 fu corrispondente di guerra e pubblicò Retour au front drôle de guerre, cronache di quella che egli definì «drôle de guerre», locuzione che al tempo ebbe una grande diffusione.
Nel 1945 uscì Carte d'identité, sull'occupazione tedesca.
Venne eletto nel 1929 all'Accademia Goncourt, diventandone il presidente.

## Opere
- La machine à finir la guerre (1917);
- Le cabaret de la belle femme (1919);
- Les croix de bois (1919);
- Les veillées du "Lapin-Agile" (1920);
- Saint Magloire l'Africain (1921);
- Le réveil des morts (1923);
- Sur la route mandarine (1925);
- Montmartre, mon pays (1925);
- Partir... (1926);
- Le promeneur nocturne (1927);
- La caravane sans chameaux (1928);
- Souvenirs sur les croix de bois (1929);
- Entre le ciel et l'eau (1930);
- Le château des brouillards (1931);
- Deux amateurs de peinture (1933);
- Si c'était vrai? (1935);
- Retour au front drôle de guerre (1940);
- Carte d'identité (1945).